# Panic of Girls
Panic of Girls – album zespołu Blondie wydany przez wytwórnie Five Seven i EMI w maju 2011. Nagrań dokonano pomiędzy październikiem a grudniem 2009 oraz w maju 2010 w Woodstock (Nowy Jork) i Hoboken (New Jersey).

## Lista utworów
1. „D-Day” (B. Morrison, C. Nieland, D. Harry) – 3:37
2. „What I Heard” (M. Katz-Bohen, L. Katz-Bohen) – 3:15
3. „Mother” (B. Phillips, D. Harry, K. Khandwala) – 3:09
4. „The End the End” (B. Phillips, D. Harry, K. Khandwala) – 3:41
5. „Girlie Girlie” (A. Davis, L. Douglas, S. Golding) – 3:25
6. „Love Doesn't Frighten Me” (M. Katz-Bohen, L. Katz-Bohen) – 3:18
7. „Words in My Mouth” (B. Morrison, C. Nieland, D. Harry) – 4:19
8. „Sunday Smile” (Z. Condon) – 4:48
9. „Wipe Off My Sweat” (C. Stein, D. Harry, M. Katz-Bohen) – 4:13
10. „Le Bleu” (C. Stein, G. Riberolles) – 4:28
11. „China Shoes” (C. Stein, D. Harry) – 4:21

edycja deluxe
1. „End of the World” (C. Stein, D. Harry) – 5:48
2. „Sleeping Giant” (C. Stein, D. Harry) – 3:37

wydanie japońskie
1. „Please Please Me” (J. Lennon, P. McCartney) – 2:00

## Skład
- Debbie Harry – śpiew
- Chris Stein – gitara
- Clem Burke – perkusja, instr. perkusyjne, dalszy śpiew
- Paul Carbonara – gitara
- Leigh Foxx – gitara basowa
- Matt Katz-Bohen – instr. klawiszowe, pianino, organy, gitara w „What I Heard”
- Tommy Kessler – gitara

gościnnie
- Elliot Easton – gitara w „Love Doesn't Frighten Me”
- Zach Condon – trąbka w „Sunday Smile”, „Wipe Off My Sweat” i „Le Bleu”
- Lauren Katz-Bohen – dalszy śpiew w „Love Doesn't Frighten Me”
- Professor Louie – akordeon w „Le Bleu”
- Kato Khandwala – gitara, instr. klawiszowe w „Mother” i „The End the End”

produkcja
- Jeff Saltzman – produkcja (1–2, 5–13)
- Kato Khandwala – produkcja (3 i 4)
- Chris Berens – okładka
- Marco Martin – inżynier dźwięku
- Gabriel Espinosa – inżynier dźwięku